# The Order Made

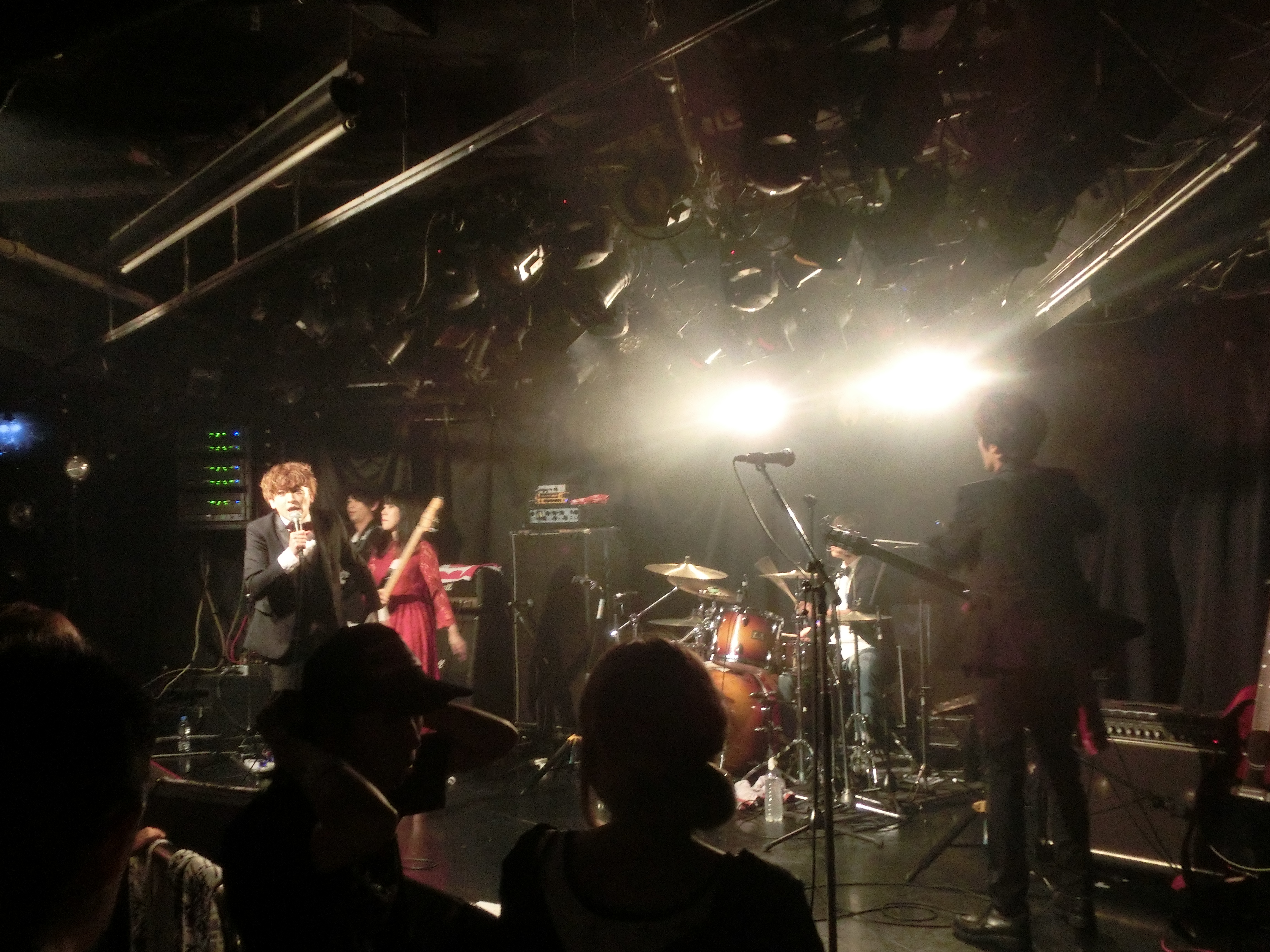
The Order Made（2018年、渋谷エッグマン）

「The Order Made」（オーダーメイド）は2013年9月に結成されたテーマパーク型パーティーロックバンド。略称は“オダメ”、または“TOM”。

## 概要
2013年9月に結成、同年12月に初ライブを行った。ボーカルのWataruが前身バンドであるPurple Daysの活動休止後、初期メンバーである6人を集めた。2015年6月に行われた初ワンマンライブにてベースのAimi VaderとキーボードのShotaが脱退。1ヶ月後に行われた2度目のワンマンライブで新メンバー、Minoriが加入。現在の体制となる。
バンド名には『The Order Madeが創り出す一つ一つが、一人でも多くの誰かにとって「特注品」であると共に「幸せ」で在りますように』という意味が込められている。
作曲は主にShotaとRyotaが、作詞はWataruが担当している。
FUNエンターテイメント第一弾所属アーティスト。ツインボーカルのバンドであり、テーマパーク型ロックバンド、パーティーバンドを自称する。

## メンバー
- Wataru（わたる、8月17日 - ）
  - ボーカル
  - 神奈川県出身
- Ryota（りょうた、10月16日 - ）
  - ボーカル、ギター
  - 神奈川県出身
- Chikara（ちから、12月12日 - ）
  - ギター
  - 埼玉県出身
- Minori（みのり、12月20日 - ）
  - ベース
  - 北海道出身
  - 2015年7月加入
  - 北村みのりとしてI'veの歌姫でもあり、『I've MANIA TRACKS NEW WAVE』にて「One small day -Slap Fruit mix-」「光舞う、いつもの場所でデビュー、I've 15周年記念アルバムでもある『The Time 〜12 Colors〜』にも「Time Traveler」を歌唱
- Shuhei（しゅうへい、12月30日 - ）
  - ドラム
  - 岡山県出身

## 来歴
2013年
- WataruがShota、Ryota、Shuhei、Chikara、Aimi Vaderを誘いバンド活動を開始。
- 12月17日、初ライブを行う。同日、会場限定ミニアルバム「The Order Made」を発売開始。

2014年
- 5月31日に初となる主催イベント、『TOM FACTORY』を渋谷eggmanにて開催。共演にiMagic.、Brand New Vibe、オズを迎えこの日の公演はソールドアウトした。
- 7月27日、二度目の主催イベント、『TOM FACTORY vol.2』を原宿アストロホールにて開催。共演にFo'xTails、KingDrops、EX-TRYGHT、spud、ゲストにDJ KOOを迎え成功に収めた。
- 12月15日、三度目となる主催イベント、『TOM FACTORY vol.3』を初ライブの会場である吉祥寺CLUB SEATAにて開催。1周年記念ライブとなるこの日には2枚目のミニアルバム「Dress Code」を発売[1]。共演にBrand New Vibe、ReVision of Sence、BACK-ON、センチグラムを迎え成功に収めた。

2015年
- 1月10日にHEAVEN'S ROCK さいたまVJ-3で行われた前哨戦を皮切りに、東京、奈良、大阪、宮城、愛知を『Dress Code Tour』と題して回り、2月19日に代官山LOOPにてツアーファイナルを迎えた。
- 6月20日、渋谷TAKE OFF7にて初となるワンマンライブ『TOM Wonder Oneder Party!!』を開催。会場はソールドアウト。今公演でベースのAimi VaderとキーボードのShotaが脱退。初期メンバー6人でのワンマンライブはこの日で最初で最後となる。
- 7月20日、二度目のワンマンライブ『TOM Wonder Oneder Party!! vol.2』を開催。新メンバーMinoriをこの日の公演から迎え、新体制での初ライブを行った。
- 8月24日、新宿BLAZEにて四度目の主催イベント『TOM FACTORY vol.4』を開催。サブタイトルを「BAND vs. IDOL」とし、同事務所のアイドルも共演した。

## タイアップ
- 「未来地図」テレビ東京系『プレミアMelodiX!』９月度エンディングテーマ[3]